# Särkostnad
Särkostnad är ett begrepp inom företagsekonomi som används om sådana kostnader som är en logisk implikation av ett beslut, en produkt eller en volymförändring. Särkostnader sammanfaller i vissa avseenden med rörliga kostnader, tex vad gäller materialkostnader.
Teoretiskt definieras särkostnader som "kostnader som beror på vilket handlingsalternativ som väljs". Översättes detta till förenklad svenska för en produkt blir det ungefär "kostnader som en produkt orsakar och som inte skulle uppstått om produkten inte tillverkades". Observera att det innebär mer än bara "rörliga kostnader" som exempelvis direkt material, direkt lön etc. Detta kan innebära en helt ny produktionslinje, ombyggnad av lokaler m.m.
Särkostnader (och även särintäkter) är det som på ett naturligt och rättvist sätt kan hänföras till ett kalkylobjekt (produkt, produktsortiment, avdelning, fabrik, lager mm). 
Samkostnad är alla kostnader som inte är särkostnader, kostnader som kan hänföras till fler än en produkt. Exempel på samkostnader är ett företags datorsystem och administration. 
Teoretiska definitionen är "kostnader som inte beror på vilket alternativ som väljs". För en produkt betyder det att samkostnader är kostnader som är oberoende av om produkten tillverkas eller ej. Vi kan också säga att det är kostnader för gemensamma resurser som produkten tar i anspråk.

## Exempel
En restaurang har fått tillåtelse av kommunen att sätta upp en glasskiosk på torget utanför restaurangen. För att räkna på glasskioskens lönsamhet använder restaurangen bidragskalkylering. 
Samkostnader är de kostnader för administration med mera som sköts från restaurangen.
Särkostnader är de kostnader som är direkt relaterade till glasskiosken till exempel leasingkostnaden för kiosken, kostnaderna för tillstånd, hyra för uppställningsplatsen, inredning och utrustning, lön till expedit, inköpskostnaden för glass m.m.
Företagets (restaurangens) särintäkter är de intäkter som är relaterade till glasskioskens försäljning.
Glasskioskens täckningsbidrag, TB, är intäkterna från glassförsäljningen minus särkostnaderna. Täckningsbidraget ska bidraga till att täcka företagets samkostnader samt även bidraga till företagets totala vinst.